# Hotel Palace Berlin

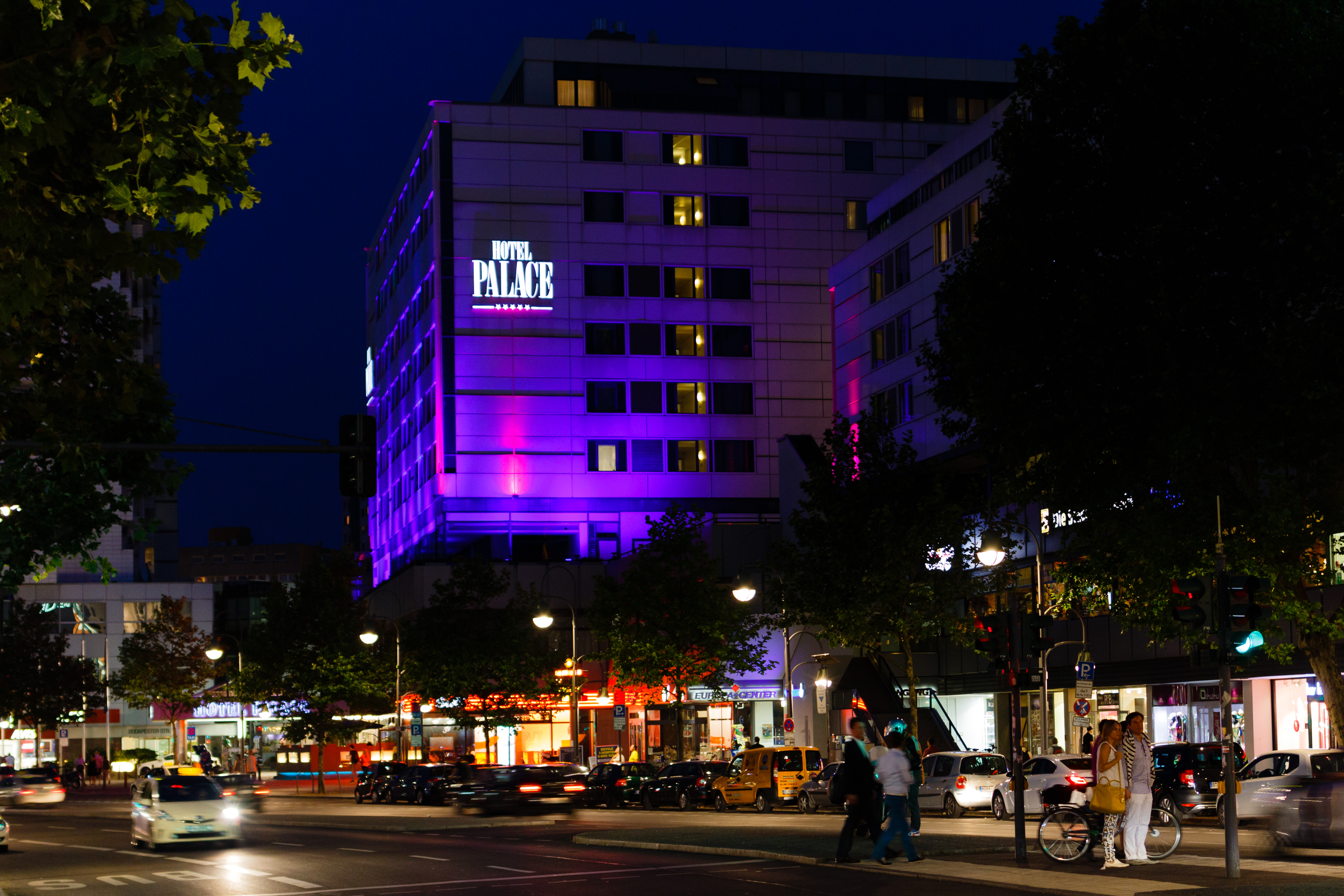
Hotel Palace bei Nacht, 2014

Das Hotel Palace Berlin ist ein Luxushotel in Berlin. 
Das Hotel gehört zum Hotelverbund The Leading Hotels of the World.

## Hotel
Das 1968 eröffnete Hotel hat 238 Zimmer und 40 Suiten. Karl Heinz Pepper, der sowohl das Europa-Center als auch das Hotel erbaut hat, wurde durch das Rockefeller Center in New York inspiriert und wollte etwas ähnliches in Deutschland schaffen. Es ist eines der wenigen Luxushotels der Stadt, das sich seit drei Generationen im privaten Familienbesitz der Familie Pepper befindet.
Das Hotel ist in das Europa-Center integriert und liegt an der Budapester Straße gegenüber dem Zoologischen Garten, unweit vom KaDeWe, der Kaiser-Wilhelm-Gedächtniskirche und dem Kurfürstendamm entfernt.

## Geschichte
Am 28. Mai 1968 öffnete das Hotel mit 188 Zimmern und 264 Betten. Das Hotel hatte Fest- und Bankettsäle, ein Restaurant, ein Grillrestaurant und eine Cocktailbar. Bauherr war Karl Heinz Pepper. Das Shopping-Center mit angeschlossenem Hotel entstand nach amerikanischem Vorbild.
Im Jahr 1988 wurde das Gebäude der ehemaligen Spielbank Berlin hinzugekauft, wo nach dem Umbau der neue Westflügel mit 102 weiteren Zimmern gebaut wurde.
Auf die bestehenden sechs Etagen des Haupthauses wurden 1993 drei weitere Stockwerke gebaut. Die luxuriösesten Suiten des Hauses, wie beispielsweise die Royal Suite mit 240 m², entstanden in der obersten Etage. 1998 wurden in der ersten Etage Salons für Meetings und Events ergänzt.
Ein 800 m² großer Palace Spa wurde 2002 eröffnet. 2004 wurde der Veranstaltungsbereich auf 2400 m² erweitert. Damit existierte ein Ballsaal mit fünf Metern Deckenhöhe und 16 Räumen für Events bis zu 1000 Personen.
Das House of Gin wurde 2015 eröffnet, die Bar bietet über 150 Sorten Gin. 2016/2017 wurden alle Zimmer und Suiten des Haupthauses renoviert.